# 奥西·斯图尔特
奥西·斯图尔特（英語：Ossie Stewart，1954年1月31日—），英国男子帆船运动员。他曾代表英国参加1992年夏季奥林匹克运动会帆船比赛，联同劳里·史密斯和罗伯特·克鲁克香克获得一枚铜牌。